# Catedral basílica de Cristo Rey (Hamilton)

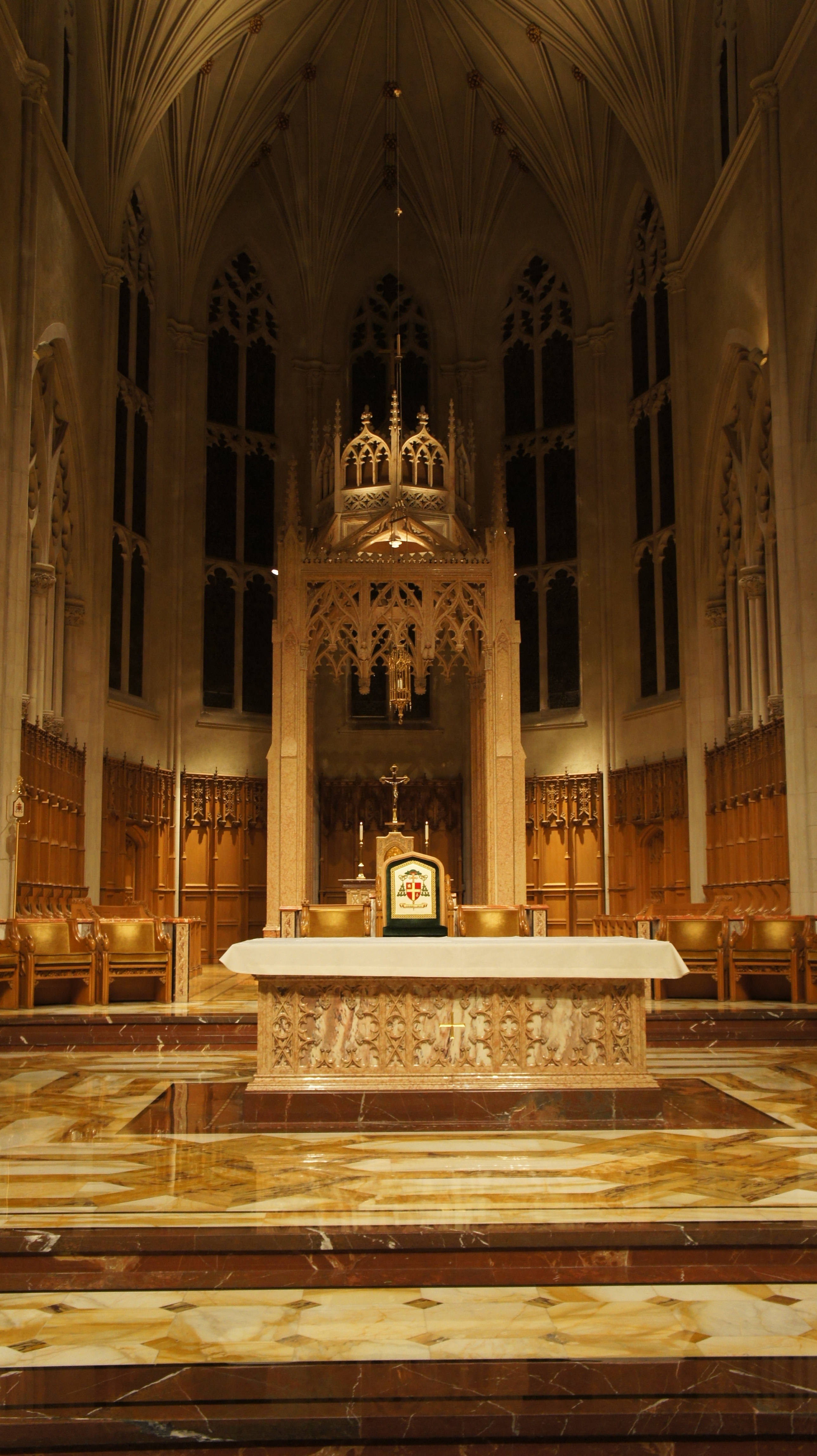
Vista interna

La Basílica Catedral de Cristo Rey  (en inglés: Cathedral Basilica of Christ the King) es una iglesia católica en Hamilton, Ontario, Canadá. La catedral fue consagrada el 19 de diciembre de 1933. Es la sede episcopal de la diócesis de Hamilton. La catedral contiene la cátedra (silla del obispo) del Monseñor Douglas D. D. Crosby OMI. La catedral fue elevada al rango de basílica menor de febrero de 2013, por el Papa Benedicto XVI. 
En el lado sur de la torre del campanario, esta la piedra angular bendecido por el obispo McNally, constructor de la catedral y el quinto obispo de la diócesis. Es una piedra excavada de las catacumbas romanas para simbolizar la unidad de la catedral con la iglesia cristiana antigua, la primera generación después de Cristo.